# William Thurston

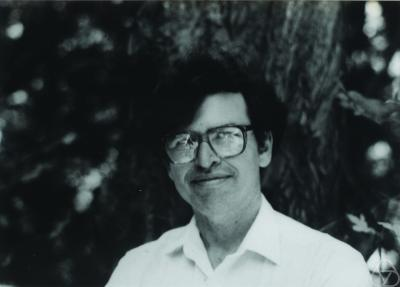
William Thurston

William Paul Thurston (Washington, D.C, 30 oktober 1946 – Rochester, New York (VS), 21 augustus 2012) was een Amerikaans wiskundige. Hij was een pionier op het gebied van de laag-dimensionale topologie. Hij formuleerde in 1982 het vermeetkundigingsvermoeden van Thurston.
In 1979 ontving hij de Oswald Veblen-prijs en in 1982 de Fields-medaille voor de diepte en de originaliteit van zijn bijdragen aan de wiskunde. Sinds 2003 was hij professor in de wiskunde en informatica aan de Cornell University.